# سنجاب طنابی نواره‌ای
سنجاب طنابی نواره‌ای (نام علمی: Funisciurus lemniscatus) نام یک گونه از سرده سنجاب نواری آفریقایی است.